# 伊号第三百六十四潜水艦
| 画像をアップロード |                                                                     |
| 艦歴               |                                                                     |
| 計画               | 昭和18年度計画（改⑤計画）                                           |
| 起工               | 1943年7月26日                                                       |
| 進水               | 1944年2月15日                                                       |
| 就役               | 1944年6月14日                                                       |
| その後             | 1944年9月15日戦没                                                   |
| 除籍               | 1944年12月10日                                                      |
| 性能諸元           |                                                                     |
| 排水量             | 基準1,440t、常備1,779t 水中2,215t                                   |
| 全長               | 73.50m                                                              |
| 全幅               | 8.90m                                                               |
| 吃水               | 4.76m                                                               |
| 機関               | 艦本式23号乙8型ディーゼル2基2軸 水上：1,850馬力 水中：1,200馬力     |
| 速力               | 水上：13.0kt 水中：6.5kt                                            |
| 航続距離           | 水上：10ktで5,000海里 水中：3ktで120海里                            |
| 燃料               | 重油：282トン                                                       |
| 乗員               | 55名                                                                |
| 兵装               | 40口径14cm単装砲1門 25mm単装機銃2挺 53cm魚雷発射管 艦首2門、魚雷2本 |
| 備考               | 安全潜航深度：75m 物資搭載量：艦内65トン、艦外20トン                |

伊号第三百六十四潜水艦（いごうだいさんびゃくろくじゅうよんせんすいかん）は、大日本帝国海軍の潜水艦。伊三百六十一型潜水艦の4番艦。ウェーキ島への輸送任務中に戦没。以下、艦名は「伊364潜」と略記する。

## 艦歴
1942年の改⑤計画第5464号艦。1943年7月26日、三菱重工業神戸造船所にて起工。1944年2月15日に進水。同年6月14日に竣工。横須賀鎮守府籍。同日、第十一潜水戦隊に編入。
8月16日、厳島の南西にある可部島付近において、潜航していた揚貨訓練中の「伊364潜」は機帆船と接触事故を起こした。
9月6日（または9月4日）、第七潜水戦隊に編入。
9月14日、ウェーク島への輸送作戦で横須賀を出撃。往路で行方不明となる。9月16日、「伊364潜」は房総半島東方250浬（北緯34度30分、東経145度23分）でアメリカ潜水艦「シーデビル」の雷撃を受け沈没。77名全員が戦死した。
10月31日、内南洋にて喪失と認定。12月10日、除籍。

## 歴代艦長

### 艦長
1. 牧野武男 大尉：1944年6月14日 - 9月15日戦死[8]